# Сазонова, Валентина Григорьевна
Валентина Григорьевна Сазонова (до брака Мозговая) (1955—2009) — украинский дизайнер одежды, автор кукол, общественный и культурный деятель.

## Биография
Сазонова Валентина Григорьевна родилась в селе Червоном Сумской области 19 марта 1955 года в семье работников культуры Мозгового Григория Михайловича и Мозговой Александры Григорьевны и уже с раннего детства проявляла свои творческие способности.
В 1978 году закончила Киевский Институт Легкой Промышленности (сейчас Киевский национальный университет технологии и дизайна) по специальности художник-модельер.
После окончания ВУЗа и рождения дочерей работала на Киевской фабрики игрушки «Победа», где создала и внедрила в производство популярную куклу «Мальвина».
По 1992 год включительно сотрудничала с Эстонской фирмой моды и дизайна «Энелинн» и неоднократно принимала участие в Международных фестивалях моды в Киеве, Таллине, Москве и других городах Европы.
В 1994 году создала Театр «S» — Моды и дизайна, который принимал участие во многих фестивалях и культурных событиях национального и международного уровня. В основу идеи создания Театра Валентина вложила стремление передать свою философию мировосприятия через театрализованные постановки и коллекции одежды с названиями «Вечность», «Красота спасет мир» и другие.
В своих взглядах и мировоззрениях Валентина не ограничивалась только искусством, но и активно принимала участие в общественной жизни Украины. В 1995 году, совместно со своим мужем Антоном Сазоновым, основала общественную организацию Ассоциация «Мир. Красота. Культура.», которая, на сегодняшний день, играет важную роль в социальной и культурной жизни страны.
В рамках деятельности организации была создана и запущена серия социально важных проектов, которые имеют своё продолжение и сегодня. При Ассоциации работают различные клубы общения, курсы, осуществляются важные социальные, культурные и образовательные программы в разных регионах Украины.
При Ассоциации работает Школа моды и дизайна Валентины Сазоновой, в которой значительное внимание уделяется эстетическому воспитанию детей и подростков. Среди дисциплин, которые преподаются в Школе: Этика, Эстетика, Основы изобразительного и декоративно-прикладного искусства, Основы театрального мастерства, История костюма и другое.
В 1996 году принимала участие в создание инновационной кафедры «Ткачество и Дизайн» в Херсонском национальном техническом университете и преподавала на ней на протяжении двух лет, стремясь создать специальность для широкопрофильных специалистов, которые в себе объединили бы технические знания и художественные способности. Валентина поспособствовала признанию и утверждению в Украинской системе образования отдельной специальности «Технология и дизайн» в 2001 году.
С 1996 по 1999 год создавала эксклюзивные промышленные коллекции одежды для различных европейский производителей одежды и аксессуаров.
В 1999 году Валентина проходила обучение в Институте Моды и Дизайна (Нью-Йорк, США) и знакомилась с работой ведущих Домов моды Соединённых Штатов Америки.
В 2000 году создала собственный Дом Моды под торговой маркой «Valentyna Sazonova», главным слоганом которого стала «Сказка для взрослых и детей». Валентина всегда стремилась через свои коллекции одежды, которые создавались по мотивам Княжеской эпохи Киевской Руси, передать красоту и величие украинской культуры, природы и духовного наследия.
Валентина начала создавать авторских текстильных кукол ручной работы, которые стали популярными не только на Украине, но и за рубежом. Куклы «Радости», «Жемчужинки» и «Веселинки» уже разъехались по частным коллекциям в более чем 150 стран мира.
Дизайнерский дом Валентины Сазоновой работает, как социальное предприятие и большая часть средств от прибыли направляется на реализацию социальных, культурных и образовательных программ Ассоциации «Мир. Красота. Культура.» В изготовлении кукол ручной работы по эскизам и промышленным образцам Валентины Сазоновой, аксессуаров и текстильных изделий принимают участие из сел и городов разных областей Украины.
Валентина принимала активное участие в продвижении идеи социального предпринимательства, как эффективной модели для решения социальных и экономических проблем в местных общинах, активно популяризировала социальное предпринимательство среди общественных деятелей разных стран мира и на сегодняшний день её дело продолжается её учениками и последователями.
В 2005 году была отмечена за вклад в развитие движения социального предпринимательства на Украине Национальным конкурсом «Социальный предприниматель года», который проводился редакцией газеты «Зеркало недели» и Фондом Шваба (Швейцария).
Валентина Сазонова неоднократно представляла свои коллекции одежды, аксессуаров и авторских кукол на фестивалях, выставках на Украине и за рубежом, проводила персональные выставки. Представляла страну в рамках программ Дней Культуры Украины в разных странах Европы.
Сазонова Валентина умерла 23 августа 2009 года.